# 스타크래프트 승부조작 사건
스타크래프트 승부조작 사건은 게임 스타크래프트와 관련한 인터넷 불법 베팅 사이트에 의해 일어난 대규모 승부조작 사건으로 e스포츠 역대 사상 최초로 발생하였다.

## 개요
2010년 4월초부터 스타크래프트 커뮤니티 사이트에서 몇몇 프로게이머 선수들이 일부 불법베팅 사이트에서 돈을 받고 승부조작에 관여를 하지 않았을지 의심하는 글들이 올라오기 시작하였다.
불법베팅 사이트에서는 이미 2008년 가을부터 현금을 걸고 스타크래프트 경기에 대해서 누가 어떻게 이길 것인지에 관련된 베팅이 시작되었다고 한다. 불법 베팅 사이트 관계자는 전·현직 코치나 감독, 은퇴한 프로게이머, 2군 선수들, 연습생에게까지 접근한 것으로 알려졌다. 코치진들에겐 엔트리 사전유출, 프로게이머에겐 고의로 경기를 질 것을 요구하기도 했으며 2군 선수들이나 연습생에겐 출전하는 선수의 리플레이 파일을 빼돌릴 것을 요구했다고 알려졌다.

## 대처
한국e스포츠협회는 신한은행 프로리그 09-10 4라운드부터 48시간 전 엔트리공개가 아닌 현장공개로 바꾸었다.
e스포츠 관계자들은 자체적인 조사에 착수해 관련자를 색출하는 작업을 진행했고, 현재는 다른 불법 베팅 사이트들을 찾아내는 전담 인력을 가동하여 이를 모니터링하고 폐쇄하는 조치를 취하고 있으며 검찰에 관련 내용에 관한 수사를 의뢰한 상황이다. 또한 e스포츠단 자체적으로도 조사를 해서 1군 주전선수는 물론 2군 선수까지 다양한 범위에서 가담자가 드러났다고 밝혔다. 또한 상벌위원회를 열어 해당 프로게이머 11명을 영구 제명 및 포상 박탈 처분했다.
재판이 끝날 때까지 승부조작 가담자의 신상은 밝혀지지 않을 전망이나, 밝혀진 정보를 통한 팬들의 자체 분석과 가담자들의 잇따른 사과문 게재 등으로 검찰 수사에서 밝혀진 9명은 모두 신원이 밝혀졌다.

## 수사결과
2010년 5월 16일 검찰은 승부조작 조사 결과를 밝혔는데, 여기에 게이머 양성학원 운영자인 박씨와 K3리거 정모씨, 그리고 중간 브로커 역할로 당시 현역 프로게이머 마재윤과 원종서가 가담한 것으로 밝혀졌다. 그리고 승부조작에 직접 가담한 7~8명의 프로게이머는 벌금형으로 약식 기소되었고, 공군 소속인 1명은 군 검찰로 넘겨졌다. 검찰은 브로커 박모씨에게 징역 2년, 마재윤에게 징역 1년 6개월, 원종서에게 징역 2년형 및 추징금 300만원, 축구선수 정모씨에게 징역 1년 6개월, 나머지 네명에게는 징역 1년씩을 각각 구형하였다.

## 공판일지
- 1차공판 - 6월 4일 오전 11시
  - 브로커 박모씨(구속) - 공갈 혐의 부인
  - 프로게이머 원모씨(변호사 선임) - 혐의 인정
  - 프로게이머 마모씨 - 혐의 일부 부인
  - 축구선수 정모씨 - 혐의 일부 부인
  - 은행원 박모씨 - 혐의 인정
  - 전직 프로게이머 정모씨 - 혐의 인정
  - 전직 프로게이머 최모씨 - 혐의 인정
  - 자영업 이모씨 - 혐의 인정

- 2차 공판 - 6월 24일 오후 2시
  - 브로커 박모씨(구속) - 공갈 혐의 부인으로 인한 증인 심문
  - 프로게이머 원모씨(변호사 선임) - 혐의 인정
  - 프로게이머 마모씨(변호사 선임) - 종전 일부 혐의 부인에서 혐의 인정으로 입장 선회
  - 축구선수 정모씨(변호사 선임) - 혐의 일부 부인
  - 프로게이머 박모씨 - 승부조작 가담 경위, 조작 방법 등 진술
  - 프로게이머 박모씨 - 승부조작 가담 경위, 조작 방법 등 진술
- 3차 공판 - 7월 7일 오후 5시
  - 축구선수 정모씨(변호사 선임) - 승부조작에 적극 가담하지 않았음을 주장
  - 프로게이머 진모씨 - 승부조작 가담 경위, 조작 방법 등 진술
- 4차 공판 - 7월 22일 오후 4시
  - 브로커 박모씨(구속) - 원모씨가 승부조작 주도했다 주장
  - 프로게이머 원모씨 - 박모씨가 승부조작 주도했다 주장
  - 축구선수 정모씨 - 마모씨와 협의해 1건 승부조작 진행 진술
  - 프로게이머 마모씨 - 정모씨, 원모씨 등과 4건(1건은 상대 거절로 무산)의 승부조작 진행 진술

- 5차 공판 - 8월 20일 오후 3시
  - 브로커 박모씨(구속) - 징역 2년 구형
  - 프로게이머 원모씨 - 징역 2년, 추징금 300만원 구형
  - 프로게이머 마모씨 - 징역 1년 6개월 구형
  - 축구선수 정모씨 - 징역 1년 6개월 구형
  - 은행원 박모씨 - 징역 1년 구형
  - 전직 프로게이머 정모씨 - 징역 1년 구형
  - 전직 프로게이머 최모씨 - 징역 1년 구형
  - 자영업 이모씨 - 징역 1년 구형

- 6차 공판 - 10월 1일 오전 11시(변론 속개)
  - 브로커 박모씨(구속) - 증거 조사 및 본인 심문→혐의 사실 모두 인정
  - 프로게이머 원모씨 - 증거 조사 및 본인 심문→혐의 사실 모두 인정
  - 프로게이머 마모씨 - 증거 조사 및 본인 심문→혐의 사실 모두 인정
  - 축구선수 정모씨 - 증거 조사 및 본인 심문→혐의 사실 모두 인정
  - 은행원 박모씨 - 증거 조사 및 본인 심문→혐의 사실 모두 인정
  - 전직 프로게이머 정모씨 - 증거 조사 및 본인 심문→혐의 사실 모두 인정
  - 전직 프로게이머 최모씨 - 증거 조사 및 본인 심문→혐의 사실 모두 인정
  - 자영업 이모씨 - 증거 조사 및 본인 심문→혐의 사실 모두 인정

- 7차 공판 - 10월 9일 오후 5시
  - 브로커 박모씨(구속) - 사기 혐의 범죄 관련 조서 수정
  - 프로게이머 원모씨 - 사기 혐의 범죄 관련 조서 수정
  - 프로게이머 마모씨 - 사기 혐의 범죄 관련 조서 수정
  - 축구선수 정모씨 - 사기 혐의 범죄 관련 조서 수정
  - 은행원 박모씨 - 사기 혐의 범죄 관련 조서 수정
  - 전직 프로게이머 정모씨 - 사기 혐의 범죄 관련 조서 수정
  - 전직 프로게이머 최모씨 - 사기 혐의 범죄 관련 조서 수정
  - 자영업 이모씨 - 사기 혐의 범죄 관련 조서 수정

- 최종 선고 - 10월 22일 오전 10시
  - 브로커 박훈서 - 징역 1년 6월, 집행유예 3년, 사회 봉사 120시간, 도박 치료 프로그램 40시간
  - 프로게이머 원종서 - 징역 1년 6월, 집행유예 3년, 추징금 300만원, 사회 봉사 120시간, 도박 치료 프로그램 40시간
  - 프로게이머 마재윤 - 징역 1년, 집행유예 2년, 사회 봉사 120시간
  - 축구선수 정명호 - 징역 10월, 집행유예 2년, 도박 치료 프로그램 40시간
  - 은행원 박명열 - 징역 8월, 집행유예 2년, 도박 치료 프로그램 40시간
  - 전직 프로게이머 정진현 - 징역 6월, 집행유예 1년, 도박 치료 프로그램 40시간
  - 전직 프로게이머 최가람 - 징역 6월, 집행유예 1년, 도박 치료 프로그램 40시간
  - 자영업 이상길 - 징역 6월, 집행유예 1년, 도박 치료 프로그램 40시간

### 승부조작 가담자 명단
프로게이머는 11명이 가담하였다. 이들 중 9명은 적발 당시 현역 프로게이머들이였다.
- 브로커 박훈서
- 자영업 이상길
- 은행원 박명열
- 축구선수 정명호
- 프로게이머 원종서 - 선수 대다수를 끌어들인 중개자 역할. 전달해야 할 돈을 미지급하기도 함.
- 프로게이머 마재윤 - 역시 선수 대다수를 끌어들인 중개자 역할. 중간 전달해야 할 돈을 가로채기도 함.
- 프로게이머 진영수 - 가담자 - 스타리그 박명수전, MSL 김구현전 가담 in 투혼, 오드아이
- 프로게이머 김창희 - 가담자 - 프로리그 이재호전 조작 in 용오름
- 프로게이머 박찬수 - 가담자 - 프로리그 챔피언쉽 이재호전, 프로리그 진영수전 조작, 서바이버 토너먼트 전태양전 및 김현우전 조작 in 단장의능선, 신용오름, 투혼, 매치포인트
- 프로게이머 박명수 - 가담자 - 팀평가전 장윤철전 조작 in 데스티네이션
- 프로게이머 문성진 - 가담자 - MSL 김구현전 조작 in 오드아이
- 프로게이머 신희승 - 가담자 - 프로리그 챔피언쉽 김현우전 조작, WCG 2009 송병구전 조작 in 단장의 능선, 아웃사이더, 데스티네이션
- 프로게이머 김성기 - 가담자 - 프로리그 윤용태전 조작 in 아웃사이더
- 전직 프로게이머 정진현
- 전직 프로게이머 최가람

## 같이 보기
- 스타크래프트 II 승부조작 사건